# Unión Comercio
O Club Deportivo Unión Comercio, mais conhecido como Unión Comercio, é um clube de futebol peruano da cidade de Nueva Cajamarca. Foi fundado em 15 de junho de 1994 e joga na primeira divisão do Campeonato Peruano. Manda seus jogos no Estadio Municipal Carlos Vidaurre García, com capacidade para 5.000 pessoas.

## Títulos
- Copa Peru: 2010